# Batalla de Montecatini
La batalla de Montecatini se libró el 29 de agosto de 1315 entre Uguccione della Faggiola, en aquel momento señor de Pisa y Lucca y una coalición de fuerzas en las ciudades de Florencia, Siena, Prato, Pistoya, Arezzo, Volterra, San Gimignano, etc. con el apoyo de los angevinos de Nápoles. Contra todas las expectativas de la batalla fue ganada por el ejército pisano, guiado por Uguccione della Faggiola.
Se trataba de un encuentro impar, por un lado estaba Florencia, entonces una de las ciudades más ricas y poderosas de Italia y de Europa, con numerosas ciudades aliadas y el apoyo angevino dirigido por Felipe I de Tarento, hijo el rey de Nápoles, Carlos II, por el otro Pisa, una ciudad en decadencia después de la derrota de Meloria y Lucca, una ciudad de segundo plano en el primer cuarto del siglo XIII, pero no muy entusiasta siendo gobernado por los pisanos.
Según los cronistas de la época fue la gran desproporción de fuerzas en el campo y en especial llevaron a los florentinos a subestimar y dar por sentado el resultado de la batalla. Florencia y sus aliados no sólo no se molestó en motivar y mantener vivo el espíritu de lucha de sus hombres, pero ellos subestimaron el único punto fuerte de la formación pisana, representado por un contingente de 1800 caballeros mercenarios alemanes, que llegaron a Italia con las tropas imperiales de Enrique VII de Luxemburgo y que se mantuvieron después al servicio de Pisa al son de florines, pero al mismo tiempo fueron impulsados por un odio profundo hacia los güelfos y los angevinos. Y en memoria de los soldados alemanes muertos en la batalla fue construido en Pisa, la Iglesia de San Jorge de los alemanes.
De los tres líderes Carlos de Acaya murió en combate, Pedro Tempesta probablemente se ahogó, Felipe de Tarento, afiebrado, no participó siquiera en la batalla, y huyó tan pronto como fue posible dentro de los muros de Florencia.
Entre las víctimas y los presos por los que tuvieron que pagar enormes rescates la batalla se convirtió para Florencia en una derrota aplastante. Un cronista contemporáneo Giovanni Villani dice que una de las grandes familias florentinas, pocos fueron los que no tenían que contar entre su pena después de la batalla.